# Максимилиан фон Швенди
Максимилиан фон Швенди (на немски: Maximilian zu Schwendi; * 12 октомври 1587 в Бургберг; † 27 ноември 1659) е фрайхер от стария швабски род Швенди и господар на Хоенландсберг в Елзас.
Той е син на Александер фон Швенди (1541 – 1608) и съпругата му Регина Фьолин фон Фрикенхаузен (1548 – 1623), дъщеря на Ханс Кристоф I Фьолин фон Фрикенхаузен († 1576) и фрайин Вероника фон Фрайберг-Айзенберг, Халденванг и Найдлинген (1523 – 1582). Внук е на Марквард фон Швенди († 1564) и Доротея фом Щайн († 1547).
През 1563 г. генерал фрайхер Лазарус фон Швенди (1522 – 1583), съветник на император Карл V, получава господството и замък Холандсберг/Хоенландсберг.
Фамилията измира по мъжка линия през 1689/1700 г.

## Фамилия
Максимилиан фон Швенди се жени на 14 октомври 1619 г. в Швенди за Мария Хелена фон Леонрод (* 17 април 1597, Тругенхофен; † 9 април 1650, Аугсбург), дъщеря на Георг Вилхелм фон Леонрод (1556 – 1613) и Мария Анна фон Ридтхайм († 1625). Те имат един син:
- Франц Игнац фон Швенди (* 24 ноември 1628; † 17 май 1686, Швенди), фрайхер, господар на Хоенландсберг, женен I. на 6 юни 1659 г. за графиня Мария Рената Фугер фон Кирхберг Вайсенхорн (* 31 юли 1630; † 23 септтември 1669), II. на	21 септември 1670 г. в Швенди за графиня Мария Маргарета Йохана Фугер цу Гльот (* 30 юни 1650, Щетенфелс; † 2 декември 1719) и има син и дъщеря:
  - Марквард фон Швенди (1671 – 1689)
  - Йохана Маргарета фон Швенди (1672 – 1727), наследнучка Швенди, Ахщетен, омъжена на 26 юни 1689 г. в Йотинген за 1. княз (1734) Франц Албрехт фон Йотинген-Шпилберг (1663 – 1737)Oettingen zu Spielberg, genealogy.euweb.cz